# Kjongdzsu
Kjongdzsu (Gyeongju) város Dél-Korea Észak-Kjongszang (Gyeongsang) tartományában. Andong után a tartomány második legnagyobb városa, Szöultól 370 kilométerre délkeletre, Tegu (Daegu)tól 55 kilométerre keletre fekszik.
Kjongdzsu (Gyeongju) Szorabol (Seorabeol) (서라벌, 徐羅伐), majd Kumszong (Geumseong) (금성, 金城) néven az egyik koreai őskirályság, a gazdag kultúrájú Silla (i.e. 57 – i.sz. 935) fővárosa volt, mely időszakból számos emlék fennmaradt, ami miatt sokszor hivatkoznak rá úgy, mint „falak nélküli múzeumra”. A városhoz olyan UNESCO világörökségi területek tartoznak, mint a Szokkuram (Seokguram)-barlang, a Pulguksza (Bulguksa) templom, a Kjongdzsu Történelmi Körzet vagy Jangdong (Yangdong) történelmi falu.